# Gonatacanthus primitivus
Gonatacanthus primitivus är en insektsart som beskrevs av Sigfrid Ingrisch 1998. Gonatacanthus primitivus ingår i släktet Gonatacanthus och familjen vårtbitare. Inga underarter finns listade i Catalogue of Life.